# Blackwell (serie)

Blackwell es una serie de juegos independientes del género aventura gráfica que contiene los títulos: The Blackwell Legacy, Blackwell Unbound, Blackwell Convergence, Blackwell Deception y Blackwell Epiphany. The Blackwell Legacy fue lanzado  el 23 de diciembre de 2006, posteriormente fue lanzado Blackwell Unbound el 4 de septiembre de 2007. Le siguió Blackwell Convergence el 22 de julio de 2009, y la cuarta parte fue lanzada el 12 de octubre de 2011. El 24 de abril de 2014 Blackwell Epiphany puso punto final a la saga. Los juegos han sido diseñados por Dave Gilbert, creador de The Shivah y Two of a Kind. Los primeros tres juegos de la serie fueron incluidos posteriormente en una recopilación llamada Blackwell Bundle.

## Estilo de juego
Blackwell es una serie de aventuras gráficas desarrollada con el motor de videojuegos Adventure Game Studio. La jugabilidad es de tipo Point-and-click y la historia pertenece al género de suspense.

## The Blackwell Legacy
La protagonista del juego es Rosangela Blackwell (Rosa), escritora freelance que vive una vida solitaria en Nueva York.
Cuando su tía (Lauren Blackwell), que era su único familiar vivo, muere, su editor le asigna escribir un artículo sobre un suicidio ocurrido en el campus de la universidad. Durante el día, Rosa experimenta una serie de dolores de cabeza que desembocan en la aparición de un fantasma en su apartamento que se hace llamar Joey Mallone. El fantasma le explica a Rosa que ella es una médium, al igual que su tía, y que su trabajo es ayudar a los fantasmas que aún residen en el plano mortal a pasar al próximo plano de existencia. A regañadientes, Rosa acepta el trabajo, y comienza a investigar un parque del cual los perros huyen sin razón alguna, para acabar descubriendo que lo que les ahuyenta es en realidad el fantasma de una universitaria. Pronto descubre que la chica pertenecía a un grupo de tres amigas, de las cuales ella y otra más se habían suicidado tras invocar un espíritu atormentado con el juego de la Ouija. Rosa descubre que la razón del suicidio de las chicas es que el fantasma atormentado se metía en sus cabezas y al no poder soportar el ruido de su voz, preferían la muerte. Acaba por encontrar al espíritu atormentado junto a la única de las tres amigas que no había conseguido suicidarse y lo ayuda a pasar al siguiente plano.
El juego ganó 5 premios de Adventure Game Studio en 2006.

## Blackwell Unbound
Este juego es una precuela de The Blackwell Legacy y narra las investigaciones que la tía de Rosa (Lauren Blackwell) y Joey Mallone llevaron a cabo en los años 70. La investigación incluye a un saxofonista y a una señora que vive en un edificio de apartamentos derruido. Mientras investigan los dos casos, descubren que los dos fantasmas fueron asesinados por la misma persona, una anciana que se hace llamar The Countess. Los dos protagonistas descubren que la anciana cree que matando a sus víctimas las está ayudando a cruzar al otro plano. También descubren que la anciana sigue un patrón: todas las víctimas a las que asesina son descritas en los artículos de Joseph Mitchell. Lauren pide a Mitchell que escriba un artículo sobre ella y la anciana acude a su apartamento para matarla, donde Lauren se ve entonces forzada a acabar con ella.

## Blackwell Convergence
El tercer juego de la serie narra los hechos que ocurren 6 meses después de lo acontecido en The Blackwell Legacy. Mientras los dos visitan una galería de arte una mujer se interesa por el trabajo de Rosa y le comenta un caso que ha ocurrido en un rodaje. Un actor ha muerto por causas desconocidas. Rosa se interesa por el caso y visita el lugar de la muerte. En él descubre al fantasma del actor. Conversando con él, descubre que no murió de causas naturales, sino que fue asesinado. Siguiendo las informaciones que va encontrando, descubre que la empresa que financia la galería de arte y la productora está utilizando a The Countess. Rosa descubre que esto ocurre porque uno de los dueños de la propia empresa es pariente de Joseph Mitchell y por eso controla los asesinatos para su propio beneficio. Cuando The Countess se da cuenta de que está siendo controlada por el dueño de la empresa, decide ir a asesinarle, pero Rosa la detiene a tiempo. Tras una serie de sucesos acaban por derrotar definitivamente a The Countess.

## Blackwell Deception
El cuarto juego se basa en la relación entre Rosa y Joey. Rosa recibe una llamada de un antiguo amigo, que le pide que investigue un caso por él. Al llegar a su apartamento Rosa descubre que su amigo es un fantasma y ha sido asesinado mientras investigaba un contacto que le dio una mentalista llamada Lisa Tenzin. Mientras Rosa intenta resolver los casos, descubre que todos están interrelacionados con la un nombre, Gavin. Rosa descubre que hay un enlace entre la mentalista y Gavin y pregunta a la misma sobre los asesinatos. Descubre que Gavin le había lavado el cerebro para que le ayudara a mantenerse con vida, ya que él se alimentaba de las vidas de los asesinados. Gavin captura a Rosa y la encierra en una habitación. Rosa intenta escapar convenciendo a Lisa de que la deje salir de la habitación, pero cuando Gavin se da cuenta, mata a Lisa. Gavin hipnotiza a Rosa y hace que mande a Joey a una trampa. Aprovechando el momento, Gavin intenta robarle la vida a Rosa, pero Joey consigue escapar y junto a Rosa mata a Gavin.

## Blackwell Epiphany
Blackwell Epiphany es el quinto y último juego de la serie. Fue lanzado el 24 de abril de 2014.